# لويفيل (كنتاكي)
لويفيل (Louisville) هي أكبر مدن ولاية كنتاكي الأمريكية. تأسست المدينة في عام 1778 بواسطة جورج روجرس كلارك الذي سماها على اسم الملك الفرنسي لويس السادس عشر. تقع المدينة في شمال كنتاكي على حدود إنديانيا-كنتاكي، في مقاطعة جيفيرسون، بالقرب من نهر أوهايو. توجد في المدينة جامعة لويفيل. كما تعرف المدينة بسباق الخيول ديربي كنتاكي. عدد سكان المدينة 699827 نسمة، ومساحتها 1032 كم2.

## التركيبة السكانية
حدّد مكتب تعداد الولايات المتحدة بيانات التركيبة السكانية للويفيل في تعداد الولايات المتحدة. في ما يلي، التركيبة السكانية حسب تعدادي 2000 و2010.

### تعداد عام 2000
بلغ عدد سكان لويفيل 256,231 نسمة بحسب تعداد عام 2000، وبلغ عدد الأسر 111,414 أسرة وعدد العائلات 61,374 عائلة مقيمة في المدينة. في حين سجلت الكثافة السكانية 248.8 نسمة لكل كيلومتر مربع (644.4/ميل2). وبلغ عدد الوحدات السكنية 121,275 وحدة بمتوسط كثافة قدره 117.7 لكل كيلومتر مربع (304.8/ميل2).
وتوزع التركيب العرقي للمدينة بنسبة 62.94% من البيض و33.01% من الأمريكيين الأفارقة و0.23% من الأمريكيين الأصليين و1.45% من الأمريكيين ذوي الأصول الآسيوية و0.04% من سكان جزر المحيط الهادئ و0.67% من الأعراق الأخرى و1.67% من عرقين مختلطين أو أكثر و1.86% من الهسبانيون أو اللاتينيون من أي عرق.
بلغ عدد الأسر 111,414 أسرة كانت نسبة 29.5% منها لديها أطفال تحت سن الثامنة عشر تعيش معهم، وبلغت نسبة الأزواج القاطنين مع بعضهم البعض 31.6% من أصل المجموع الكلي للأسر، ونسبة 19.2% من الأسر كان لديها معيلات من الإناث دون وجود شريك، بينما كانت نسبة 4.3% من الأسر لديها معيلون من الذكور دون وجود شريكة وكانت نسبة 44.9% من غير العائلات. تألفت نسبة 37.9% من أصل جميع الأسر من عدة أفراد يعيشون في نفس المنزل ونسبة 12.4% كانت تتألف من شخص يعيش بمفرده يبلغ من العمر 65 عاماً أو أكثر. وبلغ متوسط حجم الأسرة المعيشية 2.22، أما متوسط حجم العائلات فبلغ 2.97.
بلغ العمر الوسطي للسكان 35.8 عاماً. وكانت نسبة 23.4% من القاطنين تحت سن الثامنة عشر، وكانت نسبة 9.4% بين الثامنة عشر والرابعة والعشرين عاماً، ونسبة 29.5% كانت واقعةً في الفئة العمرية ما بين الخامسة والعشرين والرابعة والأربعين عاماً، ونسبة 20.6% كانت ما بين الخامسة والأربعين والرابعة والستين، ونسبة 13.7% كانت ضمن فئة الخامسة والستين عاماً فما فوق. يوجد لكل 100 أنثى 89.0 ذكر، ويوجد لكل 100 أنثى في الثامنة عشر من عمرها فما فوق 84.4 ذكر.
بلغ متوسط دخل الأسرة في المدينة 28,843 دولارًا، أما متوسط دخل العائلة فبلغ 36,696 دولارًا. وكان متوسط دخل الذكور 30,608 دولارًا مقابل 24,439 دولارًا للإناث. وسجل دخل الفرد الخاص بالمدينة 18,193 دولارًا. وكانت نسبة 17.9% من العائلات ونسبة 21.6% من السكان تحت خط الفقر، وكان من هؤلاء نسبة 33.9% تحت سن الثامنة عشر ونسبة 13.2% في الخامسة والستين من العمر وما فوق.

## توأمة
للويفيل (كنتاكي) اتفاقيات توأمة مع كل من:
- ماينتس (1 أبريل 1977 - )
- مونبلييه
- ليدز (24 مارس 2006 - )
- بيرم
- لابلاتا
- جيوجيانغ
- تامالي
- آدابازاري (26 نوفمبر 2012 - )
- كيتو
- ليدز [الإنجليزية]‏

## أعلام
- رالف بيرد
- هانتر طومسون
- جريج بيج
- ريتشارد مينتور جونسون
- كريس هاردويك
- جيمي إليس
- جورج روجرز كلارك
- راجون روندو
- كولونيل ساندرز
- محمد علي

## وصلات خارجية
- الموقع الرسمي